# Arthur Arnheim
Arthur Arnheim (født 4. februar 1929 i København, Danmark) er en jødisk historiker og forfatter til adskillige bøger og artikler om en række historiske og politiske emner. Han er bredt kendt som den førende ekspert på den jødiske historie i Danmark og Nordeuropa.
Arnheim blev gift med Ethel Arnheim (født Kutchinsky 1932-2016) i 1957. Sammen har de tre børn: Ruth Steinberg (født 1959), Yael Picard (født 1961) og Daniel Arnheim (født 1965). De bor alle i Israel.

## Baggrund
Arnheim voksede op i København. I holocaustperioden flygtede han med sin familie til Sverige, hvor han boede som flygtning indtil maj 1945. Arnheim har senere beskrevet denne periode i adskillige artikler såvel som i sit betydningsfulde historiske værk Truet minoritet søger beskyttelse - Jødernes Historie Danmark 1619-2001.
Arnheim studerede ved Københavns Universitet og modtog sin MA-grad i historie og jødisk litteratur.

## Professionel karriere
Fra 1956 til 1961 ledede han informationsafdelingen ved den israelske ambassade og informerede om den unge stat til alle skandinaviske lande 1956-1961. Fra 1961 til 1988 var han generalsekretær for Dansk Magisterforening. I denne periode fungerede han også som administrerende direktør for MP Pension.

## Kommunalt arbejde
I en periode på tredive år blev Arnheim adskillige gange valgt til delegeretforsamlingen og repræsentantskabet for det Det Jødiske Samfund i Danmark. Han beskriver ofte sit kommunale arbejde som ”jødisk aktivisme”. Arnheim befandt sig ofte i opposition til den etablerede ledelse af samfundet. Han citeres for at have sagt: "Ledelsen håndterer samfundet, som en advokat vil administrere et dødsbo".

## Pensionering
Umiddelbart efter pensionering i 1989 flyttede Arnheim med sin kone til Israel. I Israel har han skrevet fire bøger, snesevis af videnskabelige artikler og politisk analyser.

## Eksterne Henvisninger
- German court Jews
- Akademikerkonflikten i 1969
- Anmeldelse: jødernes Historie i Danmark – Historie- Online (Webside ikke længere tilgængelig)
- Anmeldelse: jødernes Historie i Danmark - Politiken